# Aglaophenia integriseptata
Aglaophenia integriseptata is een hydroïdpoliep uit de familie Aglaopheniidae. De poliep komt uit het geslacht Aglaophenia. Aglaophenia integriseptata werd in 1948 voor het eerst wetenschappelijk beschreven door Fraser. 